# Inuitské společenství
Inuitské společenství (v původním jazyce Inuit Ataqatigiit, zkratka IA) je levicová a separatistická politická strana v Grónsku.

## Historie
Strana byla založena v roce 1976, u jejího zrodu stál vzrůstající radikalismus mládeže v Dánsku v 70. letech. Strana usiluje o vznik nezávislého Grónska.
Ve volbách v roce 2005 strana získala 22,6 % hlasů a sedm z 31 míst v grónském parlamentu. O čtyři roky později v červnu 2009 Inuit Ataqatigiit získala 43,7 % hlasů, zdvojnásobila svoje zastoupení v parlamentu na 14 míst a stala se nejsilnější stranou v Grónsku. Předseda této strany, Kuupik Kleist se stal předsedou grónské vlády. V dalších volbách roku 2013 zisk hlasů poklesl na 34,4 % a 11 mandátů. Kleist byl v čele vlády vystřídán předsedkyní strany Siumut Aleqou Hammondovou. V předčasných volbách v roce 2014 získala strana 33,2 % a počet mandátů se nezměnil.
Strana je zastoupena i v dánském parlamentu. Ve volbách v roce 2011 získala předsedkyně strany Sara Olsvig jeden ze dvou grónských mandátů. V roce 2018 ji vystřídal Múte Bourup Egede.
V předčasných grónských parlamentních volbách roku 2021 získalo Inuitské společenství 37 procent hlasů (12 křesel) a předseda strany Múte Egede se ujal sestavování vlády. Strana zformovala vládu se stranou Naleraq, avšak později se koalice rozpadla a Inuitské společenství složilo druhou koalici se stranou Siumut, přičemž Egede byl stále premiérem.
V předčasných parlamentních volbách v roce 2025 získala strana 21.6% hlasů, což byl nejhorší výsledek od roku 1995. Strana obsadila v novém grónském parlamentu sedm mandátů a stala se opoziční stranou.

## Politické postoje
Strana tradičně podporuje socialistickou ekonomiku, ale je kritizována levicovějšími subjekty za to, že se postupně přiklonila ke kapitalistickému přístupu a podporuje tržní ekonomiku a privatizaci. Inuit Ataqatigiit věří, že nezávislé Grónsko by mělo být konkurenceschopné. Zároveň bojují za zachování čistého životního prostředí.

## Volební výsledky

### Volby do Grónského parlamentu
| Volby | Počet hlasů | % (a pořadí) | Mandáty | +/–  |
| ----- | ----------- | ------------ | ------- | ---- |
| 1979  | 813         | 4,4 (#4)     | 0/21    | Nová |
| 1983  | 2 612       | 10,6 (#3)    | 2/26    | ▲ 2  |
| 1984  | 2 732       | 12,1 (#3)    | 3/25    | ▲1   |
| 1987  | 3 823       | 15,3 (#3)    | 4/27    | ▲ 1  |
| 1991  | 4 848       | 19,4 (#3)    | 5/27    | ▲ 1  |
| 1995  | 5 180       | 20,3 (#3)    | 6/31    | ▲ 1  |
| 1999  | 6 214       | 22,1 (#3)    | 7/31    | ▲1   |
| 2002  | 7 244       | 25,3 (#2)    | 8/31    | ▲ 1  |
| 2005  | 6 517       | 22,6 (#3)    | 7/31    | ▼ 1  |
| 2009  | 12 457      | 43,7 (#1)    | 14/31   | ▲7   |
| 2013  | 10 374      | 34,4 (#2)    | 11/31   | ▼ 3  |
| 2014  | 9 783       | 33,2 (#2)    | 11/31   | ▬ 0  |
| 2018  | 7 478       | 25,5 (#2)    | 8/31    | ▼ 3  |
| 2021  | 9 933       | 37,4 (#1)    | 12/31   | ▲ 4  |
| 2025  | 6 119       | 21,6 (#3)    | 7/31    | ▼ 5  |